# Dragan Šanda
Dragan (Dragotin) Karel Šanda, slovenski dramatik, pesnik, * 29. oktober 1881, Rogatec, † 22. oktober 1963, Beograd.

## Življenje
Oče mu je bil posestnik Ivan, mati mu je bila Marija (rojena Lendovšek), sestra filologa Josipa Lendovška in pisatelja Mihaela Lendovška. Osnovno šolo je obiskoval 1889–93 v Rogatcu, Makolah in Beljaku, gimnazijo 1893–1901 v Mariboru, maturiral je leta 1901. Dobil je Schillerjevo nagrado za pesniško zbirko. Na Dunaju je študiral slovenščino, francoščino, nemščino in latinščino. Leta 1902 je opravil enoletno vojaško službo v Trstu. Na Dunaju je bil kasneje srednješolski profesor, leta 1919 pa je začel poučevati na realki v Ljubljani, kjer je bil Kosovelov literarni mentor. Od 1923 do upokojitve iz političnih razlogov leta 1932 je učil na III. državni gimnaziji. 1939 se je preselil v Beograd. Pokopan je v Rogatcu. Njegov starejši brat je pesnik Janko Šanda.

## Delo
Ocvirkov komentar o njem je, da je Šanda »mrzel racionalist in logistični verzifikator«.
Zbirka Poezije in drama Lepa Vida, izdani v samozaložbi, sta bili slabo sprejeti. V Poezijah je posnemal psalmistično pesništvo in litanije, pri Lepi Vidi pa se je naslonil na staro klasiko, Shakespearja in Goetheja. Delo je zelo široko, skorajda operno zasnovano, ima veliko monologov in miselnih razglabljanj, ter je napolnjeno s čustvi. Vmes so lirične pesmi, ki spominjajo na stare zbore. Drama je pogosto nejasna zaradi kopičenja besed. Ostala dela niso bila izdana.
V Grofov celjskih pentagoniji je želel prikazati slovensko zgodovino od ustoličevanja karantanskih vojvod do dinastičnih bojev po Ulrikovi smrti. Njegov namen je bil uveljaviti idejo o slovenski oziroma jugoslovanski državi. Bil je mnenja, da so si tega želeli že celjski grofje, a trditev so zavrnili že v njegovem času. Delo ni bilo nikoli izdano.

### Poezija
- Poezije (1907) (COBISS)
- Akordi
- Ode
- Deseti brat. Mistična pesnitev. (1951)

### Dramatika
- Lepa Vida: Tragedija. (1915) (COBISS)
- Grofov celjskih pentagonija: Ema Krško-Pilštanjska, Elizabeta Frankopanska, Veronika Deseniška, Ulrik Celjski, Osveta (1914–1933)

### Članki, razprave, kritike
- Prvi listi: Spisali slovenski in hrvatsko učiteljski abiturijenti, Dom in svet XIV/10 (1901) dLib
- Die Ortsnamen des oberen Pettauer Feldes: Ethymologisch-culturhistorische Studien von M. Zunkovič, Dom in svet XV/6 (1902) dLib
- Slovar slovenskih krajevnih imen; Slovenskim domoljubom v premislek, Dom in svet XV/10 (1902) dLib
- Jurčič – Scott, Dom in svet XVIII/2 (1905) dLib
- Moderna francoska lirika, Dom in svet XVIII/9 (1905) dLib
- Ein slovenischer Dichter, Neue Freie Presse (1905)
- Osnovne misli k bodoči zgodovini slovenskega slovstva, Ljubljanski zvon XXVIII/1 (1908) dLib
- Obris reforme slovenskih srednjih in meščanskih šol, Učiteljski tovariš LIX/12 (1919) dLib